# Dieta Transilvaniei

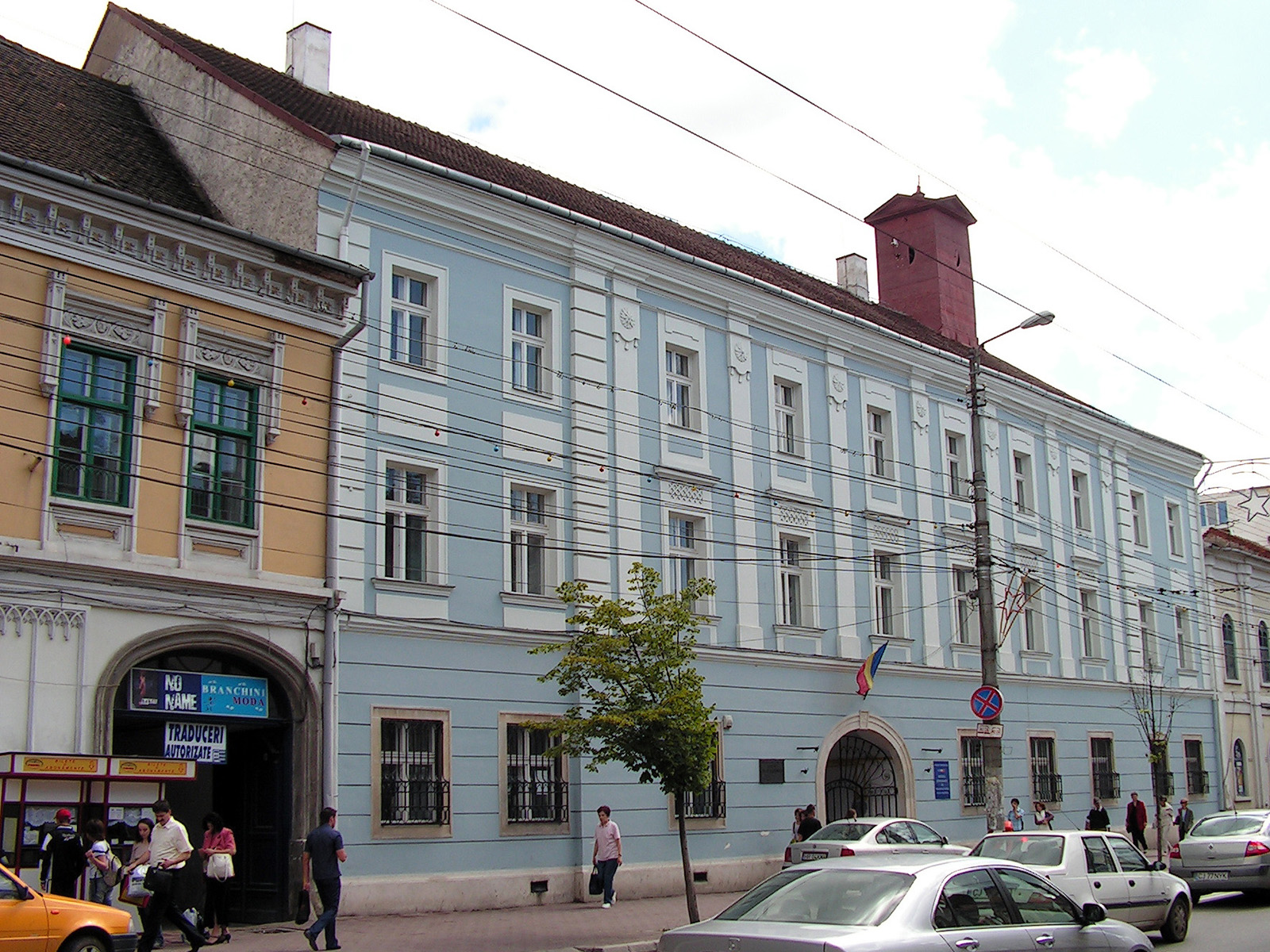
Palatul Reduta din Cluj, clădirea în care a funcționat Dieta Transilvaniei începând cu anul 1790

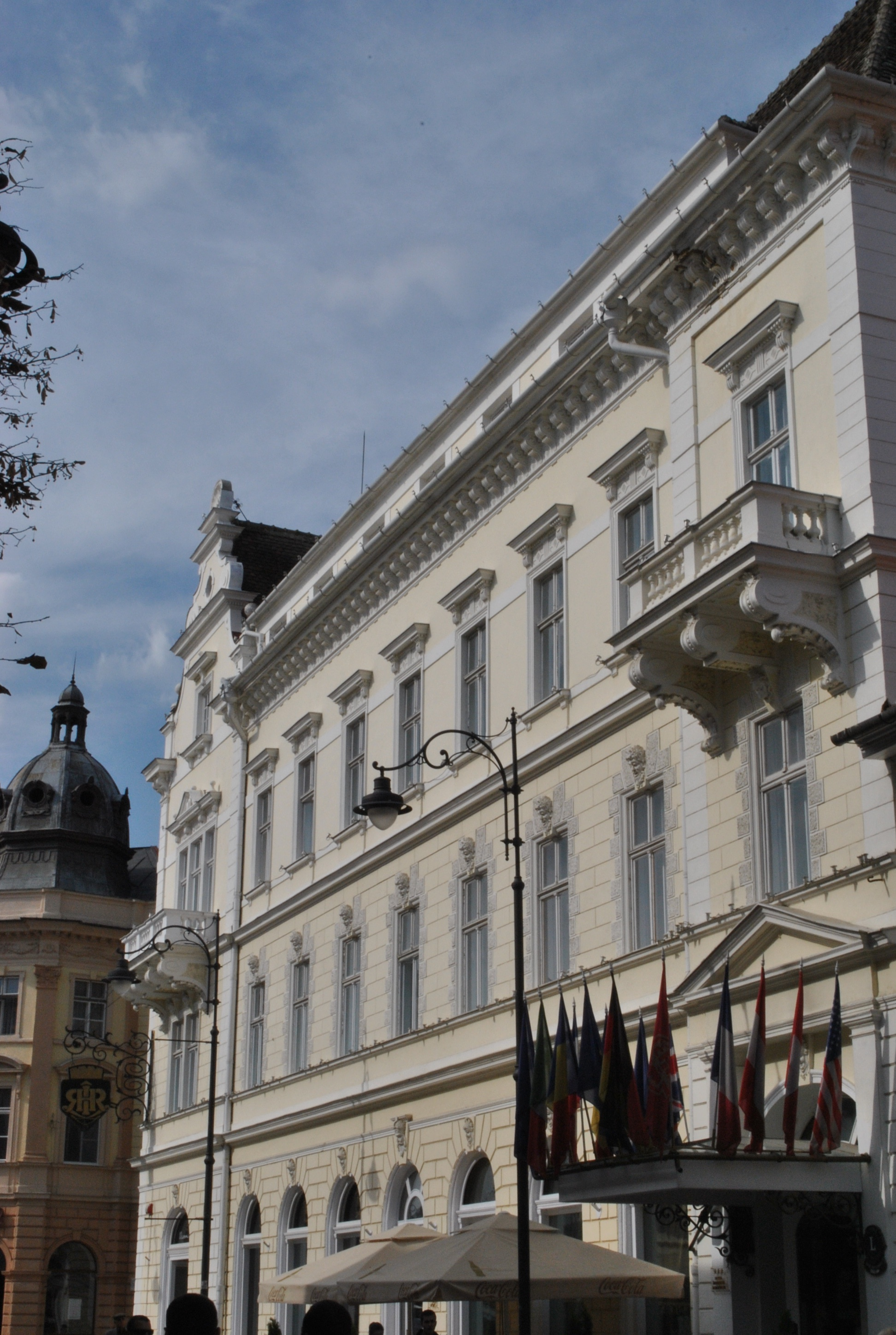
Clădirea în care și-a desfășurat lucrările Dieta de la Sibiu (1863-1864)

Dieta Transilvaniei (în germană Siebenbürgischer Landtag, în maghiară erdélyi országgyűlés) a fost organul constituțional și politic preparlamentar al Principatului Transilvania, creat în secolul al XVI-lea și format din reprezentanții stărilor celor trei stări privilegiate (nobilii, sașii și secuii) și ai religiilor recepte (romano-catolică, evanghelic-lutherană, calvină și, mai târziu, cea unitariană). Ortodoxia și iudaismul aveau statut de religii tolerate („religio tolerata“).

## Istoric
Dieta întrunită la Târgu Mureș (20 ianuarie 1542) și la Turda (2 martie 1542) a pus bazele organizării politico-administrative a Principatului Transilvania. Dieta adopta și decizii de ordin juridic, militar și economic, având totodată prerogativa alegerii unui principe în fruntea statului. Hotărârile juridice ale dietei au introdus discriminarea creștinilor ortodocși prin lege. În regulamentul de aplicare a articolului 28 al dietei din 1552 se specifica: "românul nu poate denunța pe ungur sau pe sas, dar ungurul or sasul poate denunța pe român". Colecția de legi adoptate între 1541-1653 se numește Approbatae Constitutiones.
Diploma leopoldină din 1691 a fost un instrument de dislocare a autarhiilor medievale, deschizând drumul emancipării românilor din Principat. După înfrângerea Revoluției Maghiare din 1848 a urmat regimul absolutist și centralist austriac. Diploma din octombrie 1860 a deschis era de guvernare constituțională („regimul liberal”) în Imperiul Austriac (1860-1867), ceea ce a dus din nou la convocarea Dietei Transilvaniei.

### Dieta de la Sibiu

Deschiderea festivă a Dietei Transilvaniei la 16 iulie 1863 în sala festivă a Hotelului Împăratul Romanilor din Sibiu

În anul 1863 împăratul Franz Joseph, în calitate de mare principe al Transilvaniei, a convocat forul legislativ al țării pentru data de 16 iulie, la Sibiu. Pe ordinea de zi s-au aflat propunerea de recunoaștere politică a națiunii române și a confesiunilor ei, recunoașterea limbii române ca limbă oficială, alături de maghiară și germană, adoptarea unei legi electorale, alegerea celor 27 de reprezentanți ai Transilvaniei în Senatul imperial de la Viena, reorganizarea administrativă, înființarea unui tribunal suprem al Transilvaniei etc. Dieta de la Sibiu a fost alcătuită din 58 de deputați români, 56 de deputați maghiari și secui și 44 de deputați sași. Deputații români și sași au votat legea egalei îndreptățiri a națiunii române și a confesiunilor sale, precum și legea pentru folosirea limbii române în administrație și justiție, pe principiul egalității cu limbile maghiară și germană. Legea a fost promulgată la 6 ianuarie 1865.
În anul 1864 Dieta a adoptat legea conform căreia sediul Tribunalului Suprem al Transilvaniei să fie la Blaj. Pregătirea funcționării instanței a avut loc la Viena, sub conducerea juristului Vasile Ladislau Pop.
În septembrie 1865 împăratul a dizolvat Dieta de la Sibiu și a convocat o nouă dietă, aleasă după alt regulament electoral, la Cluj. Aceasta, dominată de maghiari, s-a autodizolvat în ianuarie 1866, după ce a votat unirea Transilvaniei cu Regatul Ungariei și a acceptat ca noi alegeri să fie organizate pentru reprezentarea circumscripțiilor din Transilvania în Parlamentul Ungariei.

## Locuri de întrunire a dietelor
Dieta nu avea un loc permanent de întrunire; cele mai frecvente locuri de ținere a dietelor au fost Alba Iulia, Cluj, Sibiu, Turda, Târgu Mureș, Mediaș, Sighișoara și Făgăraș. Alte locuri folosite au fost Radna, Bistrița, Aiud, Sebeș, Cincu, Gilău și Apahida.
La Turda s-au ținut în total 127 Diete, cele mai multe în tabăra militară de la Keresztes (Cristiș/Oprișani).